# Michiel van de Pol

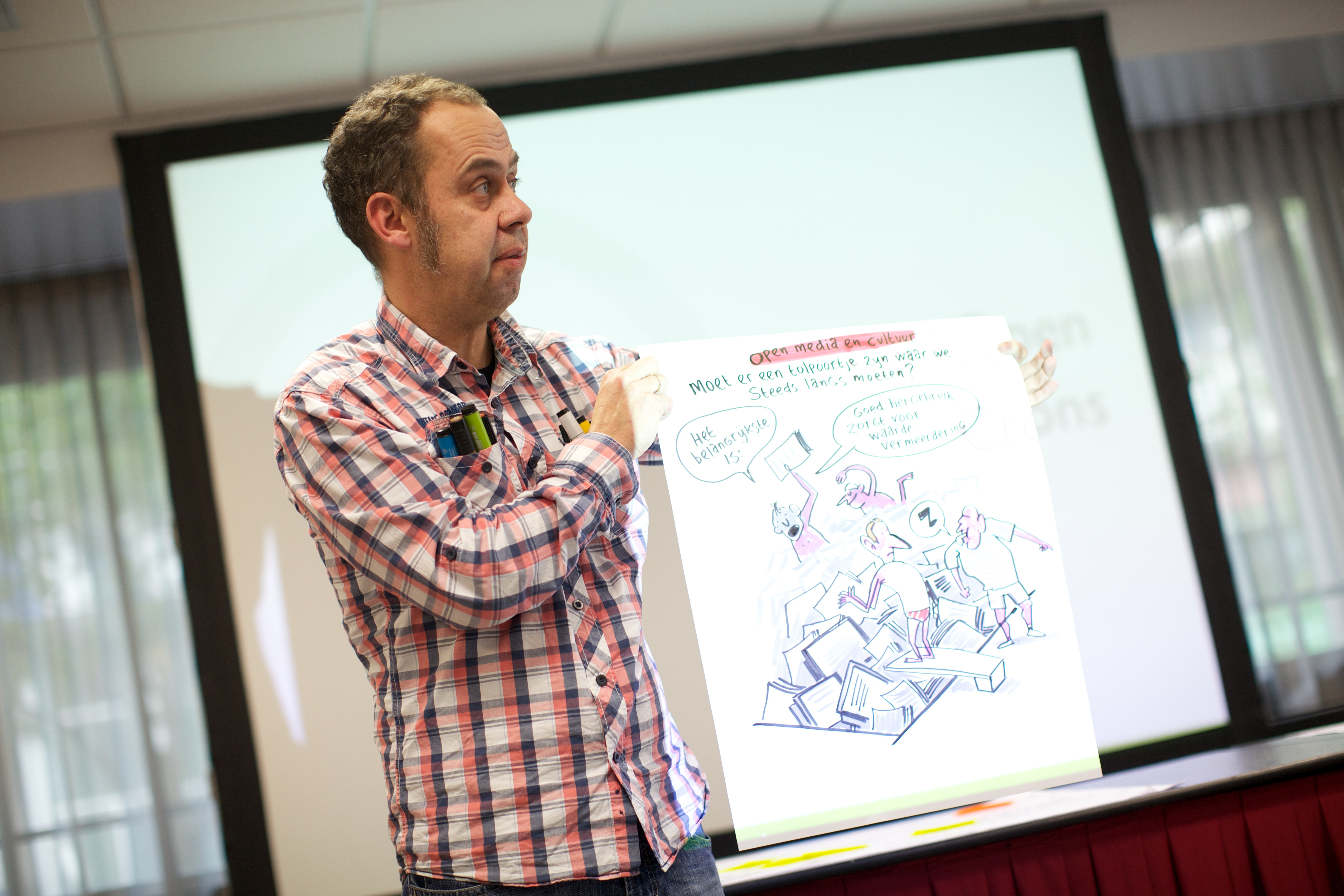
Michiel van de Pol bij het seminar "De Toekomst van Open"
op 25 September 2013

Michiel van de Pol (1965) is een Nederlands striptekenaar.

## Situering
Van de Pol schreef zijn eerste striptekening in 1995 in het blad Sjors en Sjimmie.

## Albums
| Titel                                                      | Jaar | Uitgeverij | Opmerkingen                    |
| ---------------------------------------------------------- | ---- | ---------- | ------------------------------ |
| Medicijnman of: Het getekende leven van Michiel van de Pol | 2000 | De Prom    |                                |
| Een wolk op pootjes                                        | 2002 | Silvester  |                                |
| Michieltjes jongenshart                                    | 2006 | Silvester  |                                |
| Balletjes                                                  | 2009 | Catullus   |                                |
| Terug naar Johan                                           | 2010 | Oog & Blik | Winnaar Willy Vandersteenprijs |
| Scherpschutters                                            | 2012 | Oog & Blik |                                |
| Spotters                                                   | 2016 | Scratch    |                                |
| De gevoelige mannenclub                                    | 2020 | Scratch    |                                |
| Huidhonger en andere ongemakken                            | 2020 | Scratch    |                                |
| Hoe ik mijn fortuin maakte als live-cartoonist             | 2022 | Scratch    |                                |

## Onderscheidingen
- 2010 Clickies voor zijn webcomic Cartoondiarree
- 2011 Willy Vandersteenprijs met het album Terug naar Johan
- 2025 Stripschapprijs